# Långasjö
För sjöar med snarlika namn, se: Långasjön
Långasjö är en tätort i Emmaboda kommun och kyrkby i Långasjö socken  i Kalmar län.
Långasjö ligger i utvandrarbygden. Några kilometer bort ligger Vilhelm Mobergs födelsebygd. 

## Befolkningsutveckling
| Befolkningsutvecklingen i Långasjö 1960–2020 | Befolkningsutvecklingen i Långasjö 1960–2020 | Befolkningsutvecklingen i Långasjö 1960–2020 | Befolkningsutvecklingen i Långasjö 1960–2020 | Befolkningsutvecklingen i Långasjö 1960–2020 |
| -------------------------------------------- | -------------------------------------------- | -------------------------------------------- | -------------------------------------------- | -------------------------------------------- |
|                                              |                                              |                                              |                                              |                                              |
| År                                           |                                              |                                              | Folkmängd                                    | Areal (ha)                                   |
| 1960                                         | 1960                                         |                                              | 207                                          |                                              |
| 1965                                         | 1965                                         |                                              | 254                                          |                                              |
| 1970                                         | 1970                                         |                                              | 337                                          |                                              |
| 1975                                         | 1975                                         |                                              | 336                                          |                                              |
| 1980                                         | 1980                                         |                                              | 353                                          |                                              |
| 1990                                         | 1990                                         |                                              | 378                                          | 74                                           |
| 1995                                         | 1995                                         |                                              | 389                                          | 75                                           |
| 2000                                         | 2000                                         |                                              | 341                                          | 75                                           |
| 2005                                         | 2005                                         |                                              | 340                                          | 75                                           |
| 2010                                         | 2010                                         |                                              | 348                                          | 75                                           |
| 2015                                         | 2015                                         |                                              | 330                                          | 81                                           |
| 2020                                         | 2020                                         |                                              | 342                                          | 82                                           |
|                                              |                                              |                                              |                                              |                                              |

## Samhället
Kyrkan ligger vid Långasjösjön. I kyrkan finns en altartavla som är målad av Elisabeth Bergstrand-Poulsen. Mittemot kyrkan finns sockenstugan och här finns Gertrud Lilja-rummet och Bergstrandssalen.
Kyrkstallarna är ombyggda till vandrarhem. Som ett Småland i miniatyr ligger Klasatorpet, känt för inspelningen av utvandrarfilmerna efter roman av Vilhelm Moberg.
Det finns en skola, Långasjö skolan, med låg- och mellanstadium. Servicehuset Allégården erbjuder boende för äldre. Vid Ekeboryds naturreservat intill sjön Törn finns rastplatser och här kan man även fiska och hyra båt. Badplatser friluftsbad finns i Häljanäs och Långasjösjön. Utvandrarleden går förbi här. Det finns bland annat en bank, en lanthandel, ett ridhus, en idrottsplats och en miljöstation. Tidigare fanns även en restaurang/krog här, men i december 2005 brann den ner. Ett av Södra Skogsägarnas större sågverk ligger i Långasjö och har mellan 150 och 200 anställda. Långasjö Växthus odlar och säljer tomater, andra grönsaker samt växter och  blommor.

## Personer från orten
- Maria Larsson, politiker
- Ingemar Mundebo, politiker
- Amandus Johnson, historiker